# Консерватория Люксембурга
Консерватория Люксембурга (люкс. Conservatoire vun der Stad Lëtzebuerg, фр. Conservatoire de la Ville de Luxembourg) была основана в 1906 году; её учреждение стало возможным после частного пожертвования, которое было предписано указом Великого Герцога, изданном в 1904 году.
Консерватория расположена в кампусе Geesseknäppchen, наряду с несколькими другими образовательными учреждениями; большая часть кампуса расположена в Холлерихе, но его западная часть, в которой расположена консерватория, находится в квартере Мерл.

## Описание
В большом зале консерватории расположен орга́н Westenfelder, первый орга́н для концертного зала в Люксембурге. Прекрасная акустика зрительного зала привлекала широкий спектр исполнителей, в том числе Бернарда Хайтинка, Мстислава Ростроповича, Марту Аргерих, Фелисити Лотт и Лазаря Бермана.
В консерватории также находится музей старинных инструментов, специализированная библиотека, музыкальная библиотека и большой архив музыкальных произведений.

## История
Консерватория была учреждена в 1906 году по указу Великого Герцога, изданного в 1904 году.
Потребность в новом здании появилась в 1970-х годах в результате растущих запросов учреждения. Первый камень в фундамент здания на улице Карла Мартелла был заложен 19 июня 1981 года, что привело к торжественному открытию здания в 1984 году.
В настоящее время в консерватории обучаются более 2600 студентов из 60 стран, изучая в общей сложности более 5000 курсов.